# Withee (hrabstwo Clark)
Withee – wieś w Stanach Zjednoczonych, w stanie Wisconsin, w hrabstwie Clark.